# أرلي جوفر
أرلي جوفر (بالإسبانية: Araceli Jover)‏ هي ممثلة إسبانية، ولدت في 2 فبراير 1971 في إسبانيا.

## أعمال

### أفلام
- (1998) بليد[2]
- (2011) ممارسة الدولة[3]

## وصلات خارجية
- أرلي جوفر على موقع IMDb (الإنجليزية)
- أرلي جوفر على موقع روتن توميتوز (الإنجليزية)
- أرلي جوفر على موقع ألو سيني (الفرنسية)
- أرلي جوفر على موقع أول موفي (الإنجليزية)
- أرلي جوفر على موقع قاعدة بيانات الأفلام السويدية (السويدية)
- أرلي جوفر على موقع قاعدة بيانات الفيلم (الإنجليزية)
- أرلي جوفر على موقع كينوبويسك (الروسية)